# 華麗銀行
華麗銀行（：／）是朝鮮民主主義人民共和國專門處理該國與中國貿易的股份制商業銀行，于1997年11月经朝鲜央行根据朝鲜外商投资企业法批准在平壤设立，直属于朝鲜央行监督和管理。该行是朝鲜境内唯一获准经营人民币业务的一家商业银行，也是唯一的一家股份制银行公司。其名字中的「華」指「中華」，而「麗」指「高麗」。
華麗銀行的總部設在平壤萬景台區域祝典2洞（축전2동）青年飯店1楼。经朝鲜央行推荐、中国人民银行批准，华丽银行在中国北京、澳门设有代表处。其中，北京代表处位于东城区东打磨厂街7号宝鼎中心A座539室。據銀行解釋，中央銀行將華麗銀行設在中朝兩地是為方便在朝鮮的朝鮮華僑或在華的朝鮮企業家方便商業来往。此外，该行还曾有计划在韩国汉城设立代表处。
经朝鲜央行和国家工商局批准，华丽银行的业务范围是：个人储蓄存款；单位存款、结算；办理信用证、外汇汇款、现钞结算、进出口结算；外汇贷款和外汇担保；外汇投资；代理本外币兑换；资信调查和咨询，代为洽谈各种业务；进出口贸易；在朝鲜独家开展中国人民币存款和代保管业务。
华丽银行与新加坡大华银行以及澳门匯業銀行有業務往來。

## 引用
1. ↑  . 华丽银行.   [2022-07-12]. （原始内容存档于2022-07-12）.
2. ↑  . 华丽银行.   [2022-07-12]. （原始内容存档于2022-07-12）.
3. ↑  . NAENARA. （原始内容存档于2007-09-30）.